# باميلا مور (مؤلفة)
باميلا مور (بالإنجليزية: Pamela Moore)‏ (22 سبتمبر 1937، نيويورك في الولايات المتحدة - 7 يونيو 1964، نيويورك في الولايات المتحدة)؛ كاتِبة وروائية أمريكية. درست في كلية بارنارد.